# Malus muliensis
Malus muliensis är en rosväxtart som beskrevs av Tsue Chih Ku. Malus muliensis ingår i släktet aplar, och familjen rosväxter. Inga underarter finns listade i Catalogue of Life.